# Spoorlijn 31
Spoorlijn 31 was een Belgische spoorlijn van Liers naar Ans. De lijn was 6,4 km lang.

## Geschiedenis
De lijn werd geopend op 25 juni 1864, samen met de sectie Glaaien - Liers van spoorlijn 34 en had voorheen het lijnnummer 34A.  Oorspronkelijk werd de lijn aangelegd op enkelspoor, maar in 1870 verdubbeld. Reizigersverkeer werd opgeheven in 1941, na de Tweede Wereldoorlog tot 1950 was er druk goederenverkeer op de lijn omdat spoorlijn 36A en spoorlijn 24 toen onbruikbaar waren. In 1956 werd de lijn terug op enkelspoor gebracht.
Reizigersverkeer werd heringevoerd op 30 september 1973 in het kader van ambitieuze plannen voor voorstadsverkeer rond Luik en de lijn werd geëlektrificeerd in 1976. Het voorstadsverkeer kende echter geen succes, het reizigersvervoer werd weer opgeheven op 3 juni 1984 en de lijn werd gedeselektrificeerd.

## Huidige toestand

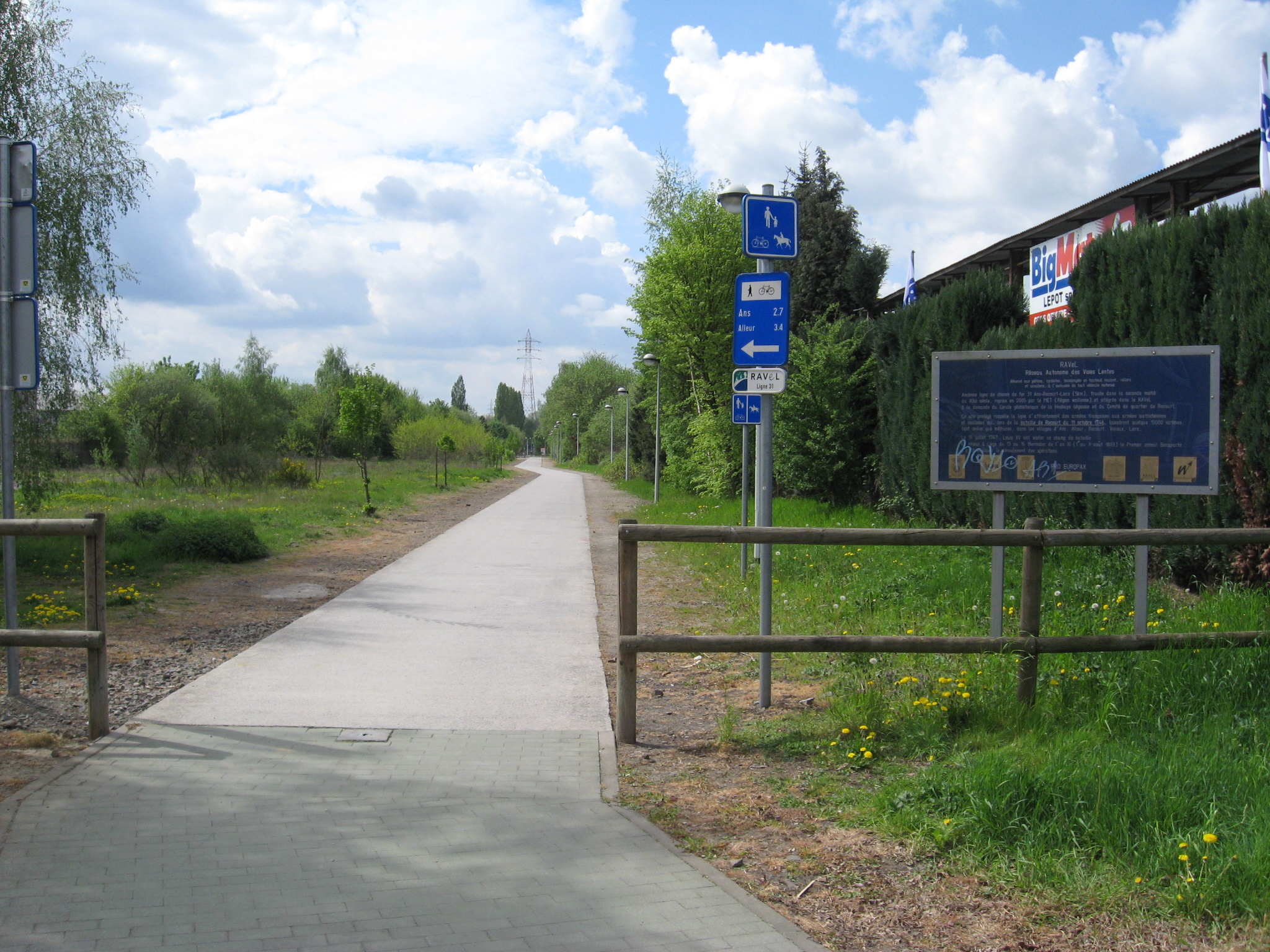
Spoorlijn 31, nu een RAVeL-fietspad, gezien vanaf het voormalige station van Rocourt in de richting van Ans

De sectie Rocourt - Ans werd in de jaren 1996 opgebroken en de ingraving tussen Ans en Ans-Est werd volledig opgevuld. De sectie Liers - Rocourt werd toen buiten dienst gesteld voor de NMBS en werd enkel nog sporadisch gebruikt voor militair verkeer (arsenaal van Rocourt).
Op de (dubbelsporige) bedding en naast het spoor Liers - Rocourt werd in 2006 een RAVeL-fietspad aangelegd.
In september 2007 werd ook de sectie Liers - Rocourt uit de inventaris van Infrabel geschrapt en de aansluiting met spoorlijn 34 in Liers opgebroken.

## Aansluitingen
In de volgende plaatsen is of was er een aansluiting op de volgende spoorlijnen:
Liers
Spoorlijn 34 tussen Hasselt en Luik-Guillemins
Ans-Est
Spoorlijn 32 tussen Ans en Flémalle-Haute
Ans
HSL 2, spoorlijn tussen Leuven en Ans
Spoorlijn 32 tussen Ans en Flémalle-Haute
Spoorlijn 36 tussen Brussel-Noord en Luik-Guillemins